# World Surf League de 2015
O Circuito Mundial de Surfe de 2015 (WCT) foi uma competição mundial de surfe levada a cabo pela liga profissional de surfe - WSL (World Surf League) denominada anteriormente por Associação de Surfistas Profissionais (Association of Surfing Professionals), de 1983 a 2014. Homens e mulheres competiram em tours como o WCT de Surfe entre outros, com eventos que tomaram lugar em diferentes locais entre os meses de fevereiro a dezembro.
A havaiana Carissa Moore torna-se tricampeã mundial.
O brasileiro Adriano de Souza (o mineirinho) foi campeão mundial pela primeira vez ao se classificar para a fase final da última etapa em Pipeline e os principiais concorrentes ao título Mick Fanning e Felipe Toledo serem eliminados. E ainda terminou com a taça de Pipeline ao vencer o compatriota e campeão do ano anterior Gabriel Medina na final.

## Organização
O Circuito Mundial de Surfe (WCT) masculino é composto por 34 surfistas. A cada etapa, o grupo que compõe a elite da modalidade se junta a outros dois surfistas convidados ou que se classificaram por uma triagem (torneio qualificatório), em um total de 36 atletas.
No fim do ano, os surfistas que terminarem entre os 22 primeiros do ranking mundial se mantêm na elite na temporada seguinte. Eles ganham a companhia dos 10 melhores da Divisão de Acesso (WQS), além de dois atletas convidados, que se machucaram durante o ano (wild card) - em 2015, os contemplados foram o americano C. J. Hobgood e o irlandês Glenn Hall.
O Circuito Mundial de Surfe (WCT) feminino é composto por 17 surfistas. A cada etapa, o grupo que compõe a elite da modalidade se junta a outra surfista convidada ou que se classificou por uma triagem (torneio qualificatório), em um total de 18 atletas.
As 10 melhores colocadas do último ano permanecem. Elas ganham a companhia das 6 competidoras classificadas através da etapa mundial feminina da Divisão de Acesso (WQS). E apenas 1 surfista recebe o “wild card”.
Tal como em outros campeonatos de etapas, cada etapa ofereceu determinada pontuação para os competidores segundo sua colocação. O surfista masculino que ao final da última etapa da temporada conquistasse o maior número de pontos na somatória de todas as etapas, desprezando os dois piores resultados, tornar-se-ia campeão mundial na respectiva categoria. Já na categoria feminina, a campeã mundial seria a surfista que somasse o maior número de pontos, desprezando o último resultado.

## Pontuação

### Masculino
Neste ano, a pontuação adotada para o ranking masculino foi a seguinte:
| Posição | 1º     | 2º    | 3º    | 5º    | 9º    | 13º   | 25º | INJ |
| Pontos  | 10.000 | 8.000 | 6.500 | 5.200 | 4.000 | 1.750 | 500 | 500 |

- 1º colocado (campeão) - 10.000 pontos
- 2º colocado (vice-campeão) - 8.000
- 3º colocado (eliminado nas semifinais) - 6.500
- 5º colocado (eliminado nas quartas de final) - 5.200
- 9º colocado (eliminado na 5ª fase) - 4.000
- 13º colocado (eliminado na 3ª fase) - 1.750
- 25º colocado (eliminado na 2ª fase) - 500
- INJ (lesionado) - 500 pontos (quando o atleta não compete em uma etapa por causa de uma lesão)

### Feminino
Neste ano, a pontuação adotada para o ranking feminino foi a seguinte:
| Posição | 1º     | 2º    | 3º    | 5º    | 9º    | 13º   | INJ   |
| Pontos  | 10.000 | 8.000 | 6.500 | 5.200 | 3.300 | 1.750 | 1.750 |

- 1ª colocada (campeã) - 10.000 pontos
- 2ª colocada (vice-campeã) - 8.000
- 3ª colocada (eliminada nas semifinais) - 6.500
- 5ª colocada (eliminada nas quartas de final) - 5.200
- 9ª colocada (eliminada na 5ª fase) - 4.000
- 13ª colocada (eliminada na 3ª fase) - 1.750
- INJ (lesionada) - 1750 pontos (quando a atleta não compete em uma etapa por causa de uma lesão)

## Calendário de provas

### Tour masculino
| Evento | Nome do Evento                | Local              | Data                          | Vencedor                        |
| ------ | ----------------------------- | ------------------ | ----------------------------- | ------------------------------- |
| 1      | Quiksilver Pro Gold Coast     | Austrália          | 28 de fevereiro – 11 de março | Filipe Toledo                   |
| 2      | Rip Curl Pro Bells Beach      | Austrália          | 1 – 12 de abril               | Mick Fanning                    |
| 3      | Drug Aware Margaret River Pro | Austrália          | 15 – 26 de abril              | Adriano de Souza                |
| 4      | Oi Rio Pro                    | Brasil             | 11 – 22 de maio               | Filipe Toledo                   |
| 5      | Fiji Pro                      | Fiji               | 7 – 19 de junho               | Owen Wright                     |
| 6      | J-Bay Open                    | África do Sul      | 8 – 19 de julho               | 2º Mick Fanning e Julian Wilson |
| 7      | Billabong Pro Tahiti          | Polinésia Francesa | 14 – 25 de agosto             | Jeremy Flores                   |
| 8      | Hurley Pro At Trestles        | Estados Unidos     | 9 – 20 de setembro            | Mick Fanning                    |
| 9      | Quiksilver Pro France         | França             | 6 – 17 de outubro             | Gabriel Medina                  |
| 10     | Moche Rip Curl Pro Portugal   | Portugal           | 20 – 31 de outubro            | Filipe Toledo                   |
| 11     | Billabong Pipe Masters        | Havaí              | 8 – 20 de dezembro            | Adriano de Souza                |

Fonte

### Tour feminino
| Evento | Nome do Evento                        | Local          | Data                           | Vencedor          |
| ------ | ------------------------------------- | -------------- | ------------------------------ | ----------------- |
| 1      | Roxy Pro Gold Coast                   | Austrália      | 28 de fevereiro – 13 de março  | Carissa Moore     |
| 2      | Rip Curl Women's Pro Bells Beach      | Austrália      | 1 – 12 de abril                | Carissa Moore     |
| 3      | Women's Drug Aware Margaret River Pro | Austrália      | 15 – 26 de abril               | Courtney Conlogue |
| 4      | Rio Women's Pro                       | Brasil         | 11 - 22 de maio                | Courtney Conlogue |
| 5      | Fiji Women's Pro                      | Fiji           | 31 de maio – 5 de junho        | Sally Fitzgibbons |
| 6      | Women's Vans US Open of Surfing       | Estados Unidos | 27 de julho - 2 de agosto      | Johanne Defay     |
| 7      | Swatch Women's Pro                    | Estados Unidos | 9 – 20 de setembro             | Carissa Moore     |
| 8      | Cascais Women's Pro                   | Portugal       | 22 – 28 de setembro            | Courtney Conlogue |
| 9      | Roxy Pro France                       | França         | 6 – 17 de outubro              | Tyler Wright      |
| 10     | Target Maui Pro                       | Havaí          | 21 de novembro – 4 de dezembro | Carissa Moore     |

Fonte

## Ranking do WCT

### Ranking masculino
| Posição | Surfista             | WCT 1 (Detalhes) | WCT 2 (Detalhes) | WCT 3 (Detalhes) | WCT 4 (Detalhes) | WCT 5 (Detalhes) | WCT 6 (Detalhes) | WCT 7 (Detalhes) | WCT 8 (Detalhes) | WCT 9 (Detalhes) | WCT 10 (Detalhes) | WCT 11 (Detalhes) | Pontos | Prêmio   |
| ------- | -------------------- | ---------------- | ---------------- | ---------------- | ---------------- | ---------------- | ---------------- | ---------------- | ---------------- | ---------------- | ----------------- | ----------------- | ------ | -------- |
| 1º      | Adriano de Souza     | 3º               | 2º               | 1º               | 13º              | 13º              | 5º               | 13º              | 2º               | 3º               | 13º               | 1º                | 57.700 | $377.000 |
| 2º      | Mick Fanning         | 5º               | 1º               | 13º              | 9º               | 9º               | 2º               | 13º              | 1º               | 5º               | 13º               | 3º                | 54.650 | $377.000 |
| 3º      | Gabriel Medina       | 13º              | 5º               | 25º              | 13º              | 13º              | 5º               | 2º               | 3º               | 1º               | 5º                | 2º                | 51.600 | $335.500 |
| 4º      | Filipe Toledo        | 1º               | 5º               | 25º              | 1º               | 13º              | 13º              | 9º               | 3º               | 25               | 1º                | 13º               | 50.950 | $397.250 |
| 5º      | Owen Wright          | 13º              | 5º               | 9º               | 5º               | 1º               | 13º              | 3º               | 9º               | 5º               | 25º               | INJ               | 43.600 | $229.500 |
| 6º      | Julian Wilson        | 2º               | 13º              | 5º               | 25º              | 2º               | 2º               | 13º              | 13º              | 3º               | 25º               | 13º               | 42.700 | $245.000 |
| 7º      | Ítalo Ferreira       | 9º               | 25º              | 13º              | 3º               | 5º               | 13º              | 5º               | 9º               | 5º               | 2º                | 13º               | 41.600 | $171.000 |
| 8º      | Jeremy Flores        | 25º              | 9º               | 9º               | 13º              | 3º               | INJ              | 1º               | 13º              | 9º               | 5º                | 9º                | 41.200 | $216.000 |
| 9º      | Kelly Slater         | 13º              | 9º               | 5º               | 13º              | 9º               | 3º               | 5º               | 9º               | 13º              | 13º               | 5º                | 37.600 | $145.250 |
| 10º     | Nat Young            | 13º              | 3º               | 3º               | 13º              | 13º              | 9º               | 25º              | 5º               | 13º              | 9º                | 25º               | 33.200 | $140.500 |
| 11º     | Josh Kerr            | 13º              | 3º               | 9º               | 5º               | 25º              | 13º              | 5º               | 13º              | 13º              | 13º               | 5º                | 33.100 | $139.250 |
| 12º     | Bede Durbidge        | 5º               | 25º              | 25º              | 2º               | 13º              | 13º              | 13º              | 13º              | 2º               | 13º               | 13º               | 31.700 | $176.000 |
| 13º     | Joel Parkinson       | 13º              | 9º               | 13º              | 25º              | 5º               | 13º              | 13º              | 5º               | 25º              | 5º                | 9º                | 30.600 | $130.500 |
| 14º     | John John Florence   | 13º              | 13º              | 2º               | 9º               | INJ              | INJ              | 13º              | 25º              | 5º               | 13º               | 9º                | 28.700 | $131.500 |
| 15º     | Wiggolly Dantas      | 5º               | 25º              | 25º              | 13º              | 5º               | 9º               | 9º               | 5º               | 25º              | 25º               | 25º               | 26.850 | $126.000 |
| 16º     | Taj Burrow           | 5º               | 13º              | 3º               | 13º              | 3º               | 25º              | 25º              | 13º              | -                | -                 | 13º               | 26.200 | $115.000 |
| 17º     | Kai Otton            | 25º              | 25º              | 13º              | 13º              | 5º               | 5º               | 5º               | 13º              | 13º              | 25º               | 13º               | 24.850 | $124.500 |
| 18º     | Matt Wilkinson       | 9º               | 13º              | 25º              | 3º               | 25º              | 13º              | 13º              | 13º              | 9º               | 13º               | 25º               | 23.750 | $125.000 |
| 19º     | Adrian Buchan        | 25º              | 25º              | 13º              | 13º              | 13º              | 3º               | 13º              | 5º               | 13º              | 25º               | 13º               | 22.700 | $125.000 |
| 20º     | Keanu Asing          | 25º              | 13º              | 25º              | 9º               | 13º              | 9º               | 25º              | 25º              | 13º              | 9º                | 9º                | 22.250 | $118.500 |
| 21º     | Michel Bourez        | 25º              | 25º              | 5º               | INJ              | INJ              | 9º               | 25º              | 13º              | 13º              | 9º                | 13º               | 19.950 | $99.000  |
| 21º     | Jadson André         | 25º              | 9º               | 13º              | 5º               | 13º              | 25º              | 13º              | 25º              | 9º               | 25º               | 25º               | 19.950 | $117.000 |
| 23º     | Adam Melling         | 25º              | 13º              | 13º              | 13º              | 9º               | 13º              | 25º              | 13º              | 25º              | 25º               | 5º                | 18.950 | $116.250 |
| 23º     | C.J. Hobgood         | 25º              | 25º              | 25º              | 25º              | 25º              | 13º              | 3º               | 25º              | 13º              | 13º               | 5º                | 18.950 | $120.500 |
| 25º     | Kolohe Andino        | 13º              | 13º              | 25º              | 25º              | 13º              | 13º              | 25º              | 13º              | 9º               | 9º                | 25º               | 17.750 | $139.000 |
| 25º     | Sebastian Zietz      | 13º              | 13º              | 9º               | 13º              | 13º              | 25º              | 13º              | 25º              | 25º              | 13º               | 13º               | 16.750 | $113.250 |
| 27º     | Miguel Pupo          | 3º               | 25º              | 13º              | 25º              | 25º              | 25º              | 25º              | 9º               | 25º              | 25º               | 25º               | 15.250 | $115.250 |
| 28º     | Jordy Smith          | 9º               | 5º               | 13º              | 25º              | INJ              | 25º              | INJ              | INJ              | INJ              | INJ               | 13º               | 15.200 | $66.750  |
| 29º     | Brett Simpson        | 25º              | 13º              | 25º              | 25º              | INJ              | 25º              | 13º              | 25º              | 13º              | 3º                | 25º               | 14.250 | $105.500 |
| 30º     | Glenn Hall           | 9º               | 25º              | 13º              | 25º              | 25º              | 25º              | 25º              | 13º              | 25º              | 25º               | 13º               | 11.750 | $107.250 |
| 31º     | Ricardo Christie     | 25º              | 25º              | 13º              | 5º               | 25º              | 25º              | 25º              | 25º              | 25º              | 13º               | 25º               | 11.700 | $108.000 |
| 32º     | Freddy Patacchia Jr. | 13º              | 13º              | 13º              | 25º              | 13º              | 13º              | 25º              | 13º              | -                | -                 | -                 | 11.500 | $81.000  |
| 33º     | Matt Banting         | 13º              | 13º              | 25º              | 9º               | 25º              | INJ              | INJ              | INJ              | INJ              | INJ               | INJ               | 10.500 | $60.750  |
| 34º     | Mason Ho             | -                | 13º              | -                | -                | -                | -                | -                | -                | -                | 13º               | 3º                | 10.000 | $38.000  |
| 35º     | Alejo Muniz          | -                | -                | 25º              | 25º              | 13º              | 5º               | -                | -                | 25º              | -                 | -                 | 8.450  | $52.500  |
| 36º     | Dusty Payne          | 13º              | 25º              | 25º              | 13º              | 25º              | 25º              | 13º              | 25º              | 25º              | INJ               | 25º               | 8.250  | $94.500  |
| 37º     | Dane Reynolds        | 25º              | -                | -                | -                | 9º               | 13º              | -                | -                | 13º              | -                 | -                 | 8.000  | $42.750  |
| 38º     | Vasco Ribeiro        | -                | -                | -                | -                | -                | -                | -                | -                | -                | 3º                | -                 | 6.500  | $20.000  |
| 39º     | Aritz Aranburu       | -                | -                | -                | -                | 25º              | -                | 9º               | 25º              | 25º              | 25º               | -                 | 6.000  | $48.750  |
| 40º     | Jay Davies           | -                | -                | 5º               | -                | 25º              | -                | -                | -                | -                | -                 | -                 | 5.700  | $24.000  |
| 41º     | Frederico Morais     | -                | -                | -                | -                | -                | -                | -                | -                | -                | 5º                | -                 | 5.200  | $15.000  |
| 42º     | Bruno Santos         | -                | -                | -                | -                | -                | -                | 9º               | -                | -                | -                 | -                 | 4.000  | 12.750   |
| 43º     | Tomas Hermes         | -                | -                | -                | -                | -                | 25º              | -                | 25º              | 13º              | 25º               | -                 | 3.250  | $37.500  |
| 44º     | Caio Ibelli          | -                | -                | -                | -                | -                | -                | -                | -                | 25º              | 13º               | -                 | 2.250  | $19.500  |
| 45º     | Maxime Huscenot      | -                | -                | -                | -                | -                | -                | -                | -                | 13º              | -                 | -                 | 1.750  | $10.500  |
| 45º     | Jamie O'Brien        | -                | -                | -                | -                | -                | -                | -                | -                | -                | -                 | 13º               | 1.750  | $10.500  |
| 47º     | Garrett Parkes       | -                | -                | -                | -                | -                | -                | 25º              | -                | -                | -                 | -                 | 500    | $9.000   |
| 47º     | Inia Nakalevu        | -                | -                | -                | -                | 25º              | -                | -                | -                | -                | -                 | -                 | 500    | $9.000   |
| 47º     | Aca Ravulo           | -                | -                | -                | -                | 25º              | -                | -                | -                | -                | -                 | -                 | 500    | $9.000   |
| 47º     | Joe Van Dijk         | -                | 25º              | -                | -                | -                | -                | -                | -                | -                | -                 | -                 | 500    | $9.000   |
| 47º     | Jack Robinson        | -                | -                | -                | -                | -                | -                | -                | -                | -                | -                 | 25º               | 500    | $9.000   |
| 47º     | Taumata Puhetini     | -                | -                | -                | -                | -                | -                | 25º              | -                | -                | -                 | -                 | 500    | $9.000   |
| 47º     | Hiroto Ohhara        | -                | -                | -                | -                | -                | -                | -                | 25º              | -                | -                 | -                 | 500    | $9.000   |
| 47º     | Slade Prestwich      | -                | -                | -                | -                | -                | 25º              | -                | -                | -                | -                 | -                 | 500    | $9.000   |
| 47º     | Bruce Irons          | -                | -                | -                | -                | -                | -                | -                | -                | -                | -                 | 25º               | 500    | $9.000   |
| 47º     | Tiago Pires          | -                | -                | -                | -                | -                | -                | -                | -                | -                | 25º               | -                 | 500    | $9.000   |
| 47º     | Alex Ribeiro         | -                | -                | -                | 25º              | -                | -                | -                | -                | -                | -                 | -                 | 500    | $9.000   |
| 47º     | David do Carmo       | -                | -                | -                | 25º              | -                | -                | -                | -                | -                | -                 | -                 | 500    | $9.000   |
| 47º     | Wade Carmichael      | -                | -                | -                | -                | -                | -                | -                | -                | -                | -                 | 25º               | 500    | $9.000   |
| 47º     | Ian Crane            | -                | -                | -                | -                | -                | -                | -                | 25º              | -                | -                 | -                 | 500    | $9.000   |
| 47º     | Michael February     | -                | -                | -                | -                | -                | 25º              | -                | -                | -                | -                 | -                 | 500    | $9.000   |
| 47º     | Jack Freestone       | 25º              | -                | -                | -                | -                | -                | -                | -                | -                | -                 | -                 | 500    | $9.000   |

Legenda:
| Campeão  |
| WQS 2016 |

Fonte

### Ranking feminino
| Posição | Surfista            | WCT 1 (Detalhes) | WCT 2 (Detalhes) | WCT 3 (Detalhes) | WCT 4 (Detalhes) | WCT 5 (Detalhes) | WCT 6 (Detalhes) | WCT 7 (Detalhes) | WCT 8 (Detalhes) | WCT 9 (Detalhes) | WCT 10 (Detalhes) | Pontos | Prêmio   |
| ------- | ------------------- | ---------------- | ---------------- | ---------------- | ---------------- | ---------------- | ---------------- | ---------------- | ---------------- | ---------------- | ----------------- | ------ | -------- |
| 1º      | Carissa Moore       | 1º               | 1º               | 2º               | 3º               | 9º               | 5º               | 1º               | 9º               | 3º               | 1º                | 66.200 | $330.750 |
| 2º      | Courtney Conlogue   | 5º               | 3º               | 1º               | 1º               | 5º               | 3º               | 5º               | 1º               | 9º               | 9º                | 58.600 | $270.250 |
| 3º      | Sally Fitzgibbons   | 9º               | 3º               | 3º               | 9º               | 1º               | 2º               | 5º               | 3º               | 5º               | 2º                | 55.900 | $204.250 |
| 4º      | Bianca Buitendag    | 13º              | 9º               | 5º               | 2º               | 2º               | 3º               | 2º               | 9º               | 13º              | 5º                | 44.500 | $154.450 |
| 5º      | Tyler Wright        | 3º               | 5º               | 5º               | 3º               | 9º               | 13º              | 5º               | 1º               | 9º               | 5º                | 47.100 | $171.500 |
| 6º      | Lakey Peterson      | 5º               | 5º               | 5º               | 5º               | 3º               | 5º               | 3º               | 2º               | 13º              | 9º                | 47.000 | $138.250 |
| 7º      | Tatiana Weston-Webb | 3º               | 9º               | 5º               | 9º               | 5º               | 9º               | 9º               | 3º               | 2º               | 5º                | 43.200 | $136.250 |
| 8º      | Johanne Defay       | 13º              | 5º               | 9º               | 9º               | 3º               | 1º               | 9º               | 5º               | 5º               | 9º                | 42.000 | $164.000 |
| 9º      | Nikki Van Dijk      | 9º               | 13º              | 13º              | 13º              | 5º               | 5º               | 5º               | 5º               | 5º               | 5º                | 36.250 | $111.000 |
| 10º     | Malia Manuel        | 5º               | 13º              | 3º               | 5º               | 9º               | 5º               | 13º              | 5º               | 13º              | 9º                | 35.650 | $113.250 |
| 11º     | Coco Ho             | 9º               | 5º               | 9º               | 5º               | 9º               | 9º               | 13º              | 13º              | 5º               | 3º                | 35.300 | $113.000 |
| 12º     | Stephanie Gilmore   | 2º               | 2º               | 9º               | INJ              | INJ              | INJ              | INJ              | INJ              | 9º               | INJ               | 29.600 | $71.000  |
| 13º     | Alessa Quizon       | 13º              | 9º               | 13º              | 13º              | 13º              | 9º               | 9º               | 5º               | 9º               | 3º                | 28.400 | $106.500 |
| 14º     | Silvana Lima        | 5º               | 9º               | 9º               | 9º               | 13º              | 9º               | 13º              | 13º              | 13º              | 13º               | 23.650 | $99.250  |
| 15º     | Dimity Stoyle       | 9º               | 13º              | 13º              | 13º              | 13º              | 13º              | 3º               | 9º               | 9º               | 13º               | 23.400 | $101.750 |
| 16º     | Sage Erickson       | 13º              | 13º              | 13º              | 13º              | 13º              | 13º              | 9º               | 13º              | 3º               | 13º               | 20.300 | $98.750  |
| 17º     | Laura Enever        | 13º              | 13º              | 13º              | 13º              | 5º               | 13º              | 13º              | 13º              | 13º              | 13º               | 17.450 | $84.250  |
| 18º     | Keely Andrew        | -                | -                | -                | 5º               | 13º              | 13º              | -                | -                | -                | 13º               | 10.450 | $39.250  |
| 19º     | Pauline Ado         | -                | 13º              | -                | -                | -                | -                | -                | 13º              | 13º              | -                 | 5.250  | $27.000  |
| 20º     | Chelsea Tuach       | -                | -                | -                | -                | -                | 13º              | -                | -                | 13º              | -                 | 3.500  | $18.000  |
| 21º     | Bethany Hamilton    | -                | -                | -                | -                | -                | -                | 13º              | -                | -                | -                 | 1.750  | $9.000   |
| 21º     | Claire Bevilacqua   | -                | -                | 13º              | -                | -                | -                | -                | -                | -                | -                 | 1.750  | $9.000   |
| 21º     | Dax McGill          | -                | -                | -                | -                | -                | -                | -                | -                | -                | 13º               | 1.750  | $9.000   |
| 21º     | Luana Coutinho      | -                | -                | -                | 13º              | -                | -                | -                | -                | -                | -                 | 1.750  | $9.000   |
| 21º     | Bronte Macaulay     | 13º              | -                | -                | -                | -                | -                | -                | -                | -                | -                 | 1.750  | $9.000   |
| 21º     | Mahina Maeda        | -                | -                | -                | -                | 13º              | -                | -                | -                | -                | -                 | 1.750  | $9.000   |
| 21º     | Teresa Bonvalot     | -                | -                | -                | -                | -                | -                | -                | 13º              | -                | -                 | 1.750  | $9.000   |
| 21º     | Caroline Marks      | -                | -                | -                | -                | -                | -                | 13º              | -                | -                | -                 | 1.750  | $9.000   |

Legenda:
| Campeã   |
| WQS 2016 |

Fonte

## Ranking do WQS

### Ranking masculino
| Position | 1º | 2º | 3º-4º | 5º-8º | 9º |

| Ranking | Surfista       | Eventos | Eventos | Eventos | Eventos | Eventos | Pontos |
| Ranking | Surfista       | 1       | 2       | 3       | 4       | 5       | Pontos |
| ------- | -------------- | ------- | ------- | ------- | ------- | ------- | ------ |
| 1       | Caio Ibelli    | 8.000   | 6.500   | 6.500   | 5.200   | 3.800   | 30.000 |
| 2       | Kolohe Andino  | 10.000  | 6.000   | 5.200   | 5.200   | 2.100   | 28.500 |
| 2       | Jack Freestone | 10.000  | 6.500   | 4.500   | 3.800   | 3.700   | 28.500 |
| 4       | Miguel Pupo    | 10.000  | 6.500   | 3.700   | 3.700   | 2.200   | 26.100 |
| 5       | Filipe Toledo  | 10.000  | 8.000   | 6.500   | 1.000   |         | 25.500 |
| 6       | Alejo Muniz    | 10.000  | 6.000   | 3.700   | 2.200   | 1.550   | 23.450 |
| 7       | Kanoa Igarashi | 6.500   | 6.000   | 5.200   | 3.000   | 2.650   | 23.350 |
| 8       | Alex Ribeiro   | 10.000  | 5.200   | 3.700   | 2.100   | 1.550   | 22.550 |
| 9       | Conner Coffin  | 5.300   | 5.200   | 3.700   | 3.700   | 3.550   | 21.450 |
| 10      | Davey Cathels  | 8.000   | 8.000   | 2.200   | 1.550   | 1.550   | 21.300 |
| 10      | Ryan Callinan  | 5.300   | 5.200   | 3.700   | 3.550   | 3.550   | 21.300 |
| 12      | Stuart Kennedy | 5.100   | 4.500   | 3.700   | 3.600   | 3.550   | 20.450 |
| 13      | Jeremy Flores  | 8.000   | 8.000   | 2.300   | 1.000   | 600     | 19.900 |
| 13      | Dusty Payne    | 6.500   | 6.300   | 3.800   | 2.200   | 1.100   | 19.900 |

Legenda:
| WCT 2016 |

Fonte

### Ranking feminino
| Position | 1ª | 2ª | 3ª-4ª | 5ª-8ª | 9ª |

| Ranking | Surfista            | Eventos | Eventos | Eventos | Eventos | Eventos | Pontos |
| Ranking | Surfista            | 1       | 2       | 3       | 4       | 5       | Pontos |
| 1       | Tatiana Weston-Webb | 6.000   | 3.550   | 3.550   | 2.650   | 2.650   | 18.400 |
| 1       | Sage Erickson       | 6.000   | 3.550   | 3.550   | 2.650   | 2.650   | 18.400 |
| 3       | Nikki Van Dijk      | 6.000   | 3.550   | 3.550   | 3.550   | 1.550   | 18.200 |
| 4       | Chelsea Tuach       | 6.000   | 3.550   | 2.650   | 1.050   | 1.050   | 14.300 |
| 5       | Keely Andrew        | 6.000   | 4.500   | 1.550   | 1.050   | 1.050   | 14.150 |
| 6       | Alessa Quizon       | 3.550   | 2.650   | 2.650   | 2.650   | 1.550   | 13.050 |
| 6       | Malia Manuel        | 3.550   | 2.650   | 2.650   | 2.650   | 1.550   | 13.050 |
| 8       | Coco Ho             | 4.500   | 2.650   | 2.650   | 1.550   | 1.550   | 12.900 |
| 9       | Laura Enever        | 6.000   | 2.650   | 1.550   | 1.550   | 1.050   | 12.800 |

Legenda:
| WCT 2016 |

Fonte

## Formato de disputa das etapas
Depende das condições climáticas corretas para que uma etapa ocorra. Por este motivo, as etapas não tem dias determinados para ocorrer, mas sim janelas de tempo, nas quais as disputas são travadas nos dias de melhores condições.
Rodadas do Circuito WT masculino:
1ª rodada (não eliminatória): 36 surfistas são divididos em 12 baterias, com três atletas em cada. Os vencedores das 12 sessões avançam diretamente para a terceira rodada. Esta disputa não é eliminatória e quem fica em segundo e terceiro lugares vai disputar a primeira repescagem.
2ª rodada (1ª repescagem): reúne 24 competidores que não venceram suas baterias na primeira fase. São 12 sessões, com dois surfistas em cada uma delas. Quem vence vai para a terceira rodada, enquanto os perdedores são eliminados, terminando a disputa na 25ª colocação (a pior).
3ª rodada: reúne 12 baterias com dois surfistas cada. Os vencedores passam para a quarta rodada.
4ª rodada (não eliminatória): reúne 12 surfistas distribuídos em quatro baterias, com três atletas cada. Os vencedores passam diretamente para as quartas de final. Aqueles que ficam em segundo e terceiro lugares vão disputar a segunda repescagem da competição.
5ª rodada (2ª repescagem): disputada em quatro baterias, com dois atletas cada. Os vencedores vão para as quartas de final.
Rodadas do Circuito WT feminino:
1ª rodada (não eliminatória): 18 surfistas são divididas em 6 baterias, com três atletas em cada. As vencedoras das 6 sessões avançam diretamente para a terceira rodada. Esta disputa não é eliminatória e quem fica em segundo e terceiro lugares vai disputar a primeira repescagem.
2ª rodada (1ª repescagem): reúne 12 competidoras que não venceram suas baterias na primeira fase. São 6 sessões, com duas surfistas em cada uma delas. Quem vence vai para a terceira rodada, enquanto os perdedoras são eliminadas, terminando a disputa na 13ª colocação (a pior).
3ª rodada (não eliminatória): reúne 12 surfistas distribuídos em quatro baterias, com três atletas cada. As vencedoras passam diretamente para as quartas de final. Aquelas que ficam em segundo e terceiro lugares vão disputar a segunda repescagem da competição.
4ª rodada (2ª repescagem): disputada em quatro baterias, com duas atletas cada. As vencedoras vão para as quartas de final.
Quartas de final: quatro baterias, com dois surfistas cada. Os vencedores avançam às semifinais.
Semifinais: duas baterias, com dois atletas cada. Os dois vencedores avançam a final.
Final: A etapa é decidida em um confronto direto através de uma bateria.

## Pontuação das baterias
Os novos critérios de julgamento da ASP foram implementados em todos os  eventos da ASP a partir de 2005.
As baterias geralmente duram 30 minutos, mas podem ter esta duração ampliada, caso as condições do mar não estejam boas, possibilitando que os surfistas tenham a chance de pegar mais ondas. Os surfistas podem pegar no máximo 15 ondas por bateria. Mas na soma de pontos, apenas as duas maiores são consideradas na nota final. A pontuação de cada onda vai de 0.0 a 10.0. Com isso, o máximo de pontos que um atleta pode atingir em uma sessão é 20.0.
Para cada onda, o grupo de cinco juízes atribui suas notas segundo os critérios abaixo:
- Comprometimento e grau de dificuldade;
- Inovação e progressão das manobras;
- Combinação de manobras fortes/expressivas;
- Variedade de manobras/repertório;
- Velocidade, força e fluidez.

Certos aspectos do surf pontuam mais, dependendo da localização e das condições ou mudanças das condições durante o dia.
Cada juiz dá sua nota e a melhor e a pior são cortadas. A média entre as três notas restantes é a nota final da onda surfada pelo atleta.
Escala de notas:
- [0.0 – 1.9: Fraca]
- [2.0 – 3.9: Regular]
- [4.0 – 5.9: Média]
- [6.0 – 7.9: Boa]
- [8.0 – 10.0: Excelente]

..

## Sistema de prioridades
Existe um sistema de prioridade nas baterias. A regra da prioridade não existe na 1ª rodada do ASP World Tour porque são realizadas baterias com três surfistas. A prioridade foi feita apenas para baterias homem-a-homem que se iniciam apenas na 2ª rodada. A regra da prioridade foi instituída em meados da década de 1980 e tem sido modificada ao longo dos anos com objetivo de melhorar cada vez mais o surf competitivo.
O surfista que chegou primeiro no outside ou lineup tem a prioridade de escolher a primeira onda e surfar para ambos os lados a onda escolhida, se ele quiser exercer. Desta forma, se o surfista com prioridade remar na onda e entrar nela, o outro surfista deve sair da onda sem atrapalhá-lo. Caso a prioridade não seja respeitada, o surfista que causou a interferência receberá zero pontos pela onda surfada e será penalizado com a anulação da segunda maior nota dele, computando apenas uma onda na nota final.
Um surfista perderá a prioridade assim que ele pegar uma onda e suas mãos deixarem a borda da prancha se preparando para se levantar. No caso em que ambos os surfistas concluírem uma onda até o inside, o primeiro surfista que retornar ao lineup receberá a prioridade. A Prioridade é indicada pela cor do disco de sinalização posicionado no palanque do Evento.
A partir de 2015, nova regra diz que os surfistas poderão ter a prioridade suspensa caso saiam da zona de “take off”, onde são formadas as ondas (entrada da onda, em cima do point e remar meio point abaixo). O atleta que fizer isso, vai receber um aviso do juiz
de prioridade.
.